# Batalion ON „Koronowo”

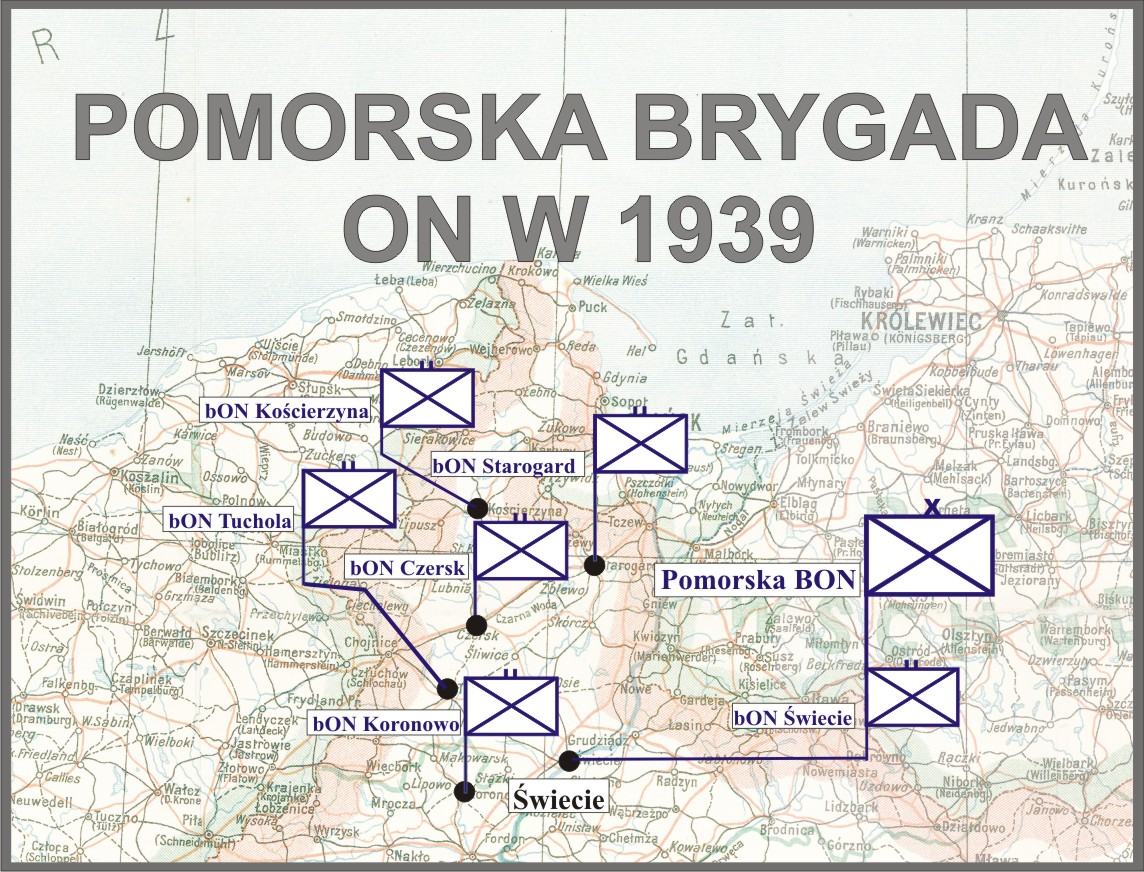
Pomorska Brygada ON

Koronowski Batalion Obrony Narodowej (batalion ON „Koronowo”) – pododdział piechoty Wojska Polskiego II RP.

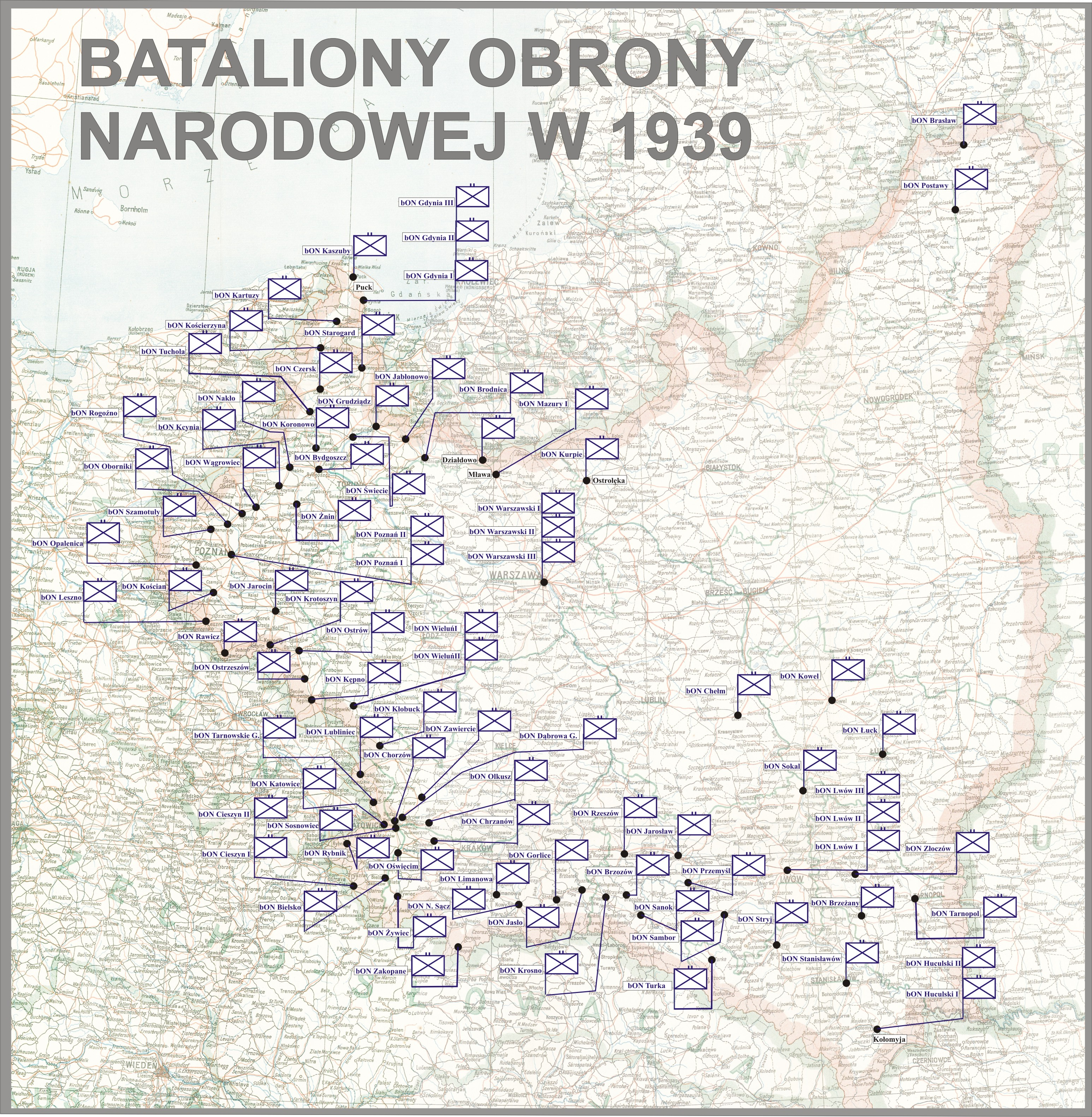
Obrona Narodowa w 1939

Koronowski Batalion ON sformowany został wiosną 1939, w składzie Pomorskiej Brygady ON na podstawie etatu batalionu ON typ „S”. Jednostką administracyjną i mobilizującą dla Koronowskiego batalionu ON był 61 pułk piechoty w Bydgoszczy.

## Organizacja i formowanie
W dniach 19 i 20 czerwca 1939 roku do batalionu dostarczono uzbrojenie głównie francuskie wycofane z jednostek wojska stałego, w postaci: kb wz. 1907/15 wraz z bagnetami - 500 szt., rkm Chauchat (Chauchard) wz. 1915 -  6 szt. garłacze karabinowe V.B. - 6 szt., ckm Hotchkiss wz. 1914 - 18 szt., moździerze Stockes-Brandt wz. 1918 - 2 szt oraz stosowną amunicję do niej. Zmobilizowano ponad 700 żołnierzy. 24 sierpnia batalion zostaje "skrzyknięty" i zmobilizowany. Do 31 sierpnia 1939 zajął odcinek obrony w pasie obrony 9 DP na linii jezior koronowskich od miejscowości Buszkowo do miejscowości Byszewo. Rejon obrony został ufortyfikowany umocnieniami polowymi w postaci transzei, rowów strzeleckich zapór, zasieków i 2-4 rzędowego płotu z drutu kolczastego oraz minami ppanc. sztucznymi spiętrzeniami wody. Przede wszystkim 6 wykończonymi i 3 nie wykończonymi schronami żelbetowymi oraz 3 schronami drewniano-ziemnymi. W kampanii wrześniowej walczył w składzie 9 Dywizji Piechoty (Armia „Pomorze"”). W kompaniach batalionu po 3 ckm wz. 1914 w dwóch plutonach ckm, dwa plutony strzeleckie w każdym 1 rkm wz. 1915.

## Obsada personalna
- dowódca batalionu - mjr Antoni Krzesiński[2]
- adiutant batalionu -  por. rez. Józef Popa
- oficer łączności - ppor. rez. Stanisław Bierca
- dowódca plutonu moździerzy - ppor. rez. Bolesław Przybysz
- dowódca 1 kompanii ckm „Koronowo I” - kpt. Czesław Teofil Ciechoński
  - dowódca 1 plutonu - ppor. rez. Walenty Kaczmarek
  - dowódca 2 plutonu - ppor. rez. Kazimierz Śmierzchalski
  - dowódca 3 plutonu - ppor. Nagórski (plut. pchor. Leon Banach)
  - dowódca 4 plutonu - chor. Feliks Dąferek
- dowódca 2 kompanii ckm „Koronowo II” inna nazwa  „Wierzchucin Królewski” - por. rez. Aleksy Sottek
  - dowódca 1 plutonu - ppor. rez. Stanisław Wojtanowski
  - dowódca 2 plutonu - ppor. rez. Edward Szymczak
  - dowódca 3 plutonu - ppor. rez. Wiktor Góralewski
  - dowódca 4 plutonu - ppor. rez. Maksymilian Matysik
- dowódca 3 kompanii ckm „Sępólno” - por. rez. Leon Ligocki